# Sigurd Lenzen
Sigurd Lenzen (* 16. August 1947 in Eschweiler bei Aachen) ist ein deutscher Arzt und Universitätsprofessor. Sein Forschungsschwerpunkt ist die experimentelle Diabetologie.

## Leben
Sigurd Lenzen wuchs in Eschweiler auf. Nach dem Abitur am Goethe-Gymnasium in Stolberg (Rheinland) studierte er Medizin an den Universitäten in Göttingen und Oxford. Er promovierte an der Georg-August-Universität in Göttingen 1972 und habilitierte sich dort 1980 für das Fach Pharmakologie und Toxikologie. Ergänzt wurde die Tätigkeit in Göttingen durch Forschungsaufenthalte an der Universität Umeå/Schweden und der Universität von Southern California in Los Angeles/USA. Nach einer Professur für Pharmakologie und Toxikologie seit 1985 an der Universität Göttingen war er von 1993 bis 2015 Professor und Direktor des Instituts für Klinische Biochemie an der Medizinischen Hochschule Hannover und danach dort Niedersachsen-Professor und Direktor des Instituts für experimentelle Diabetologie. Er ist einer der Gründer der "Islet Study Group" der Europäischen Diabetesgesellschaft im Jahr 1989. Sigurd Lenzen ist Vater von zwei Töchtern.

## Werk
In seiner Forschung hat er wesentliche Beiträge zur Physiologie der insulinproduzierenden Betazellen in den Langerhansschen Inseln des Pankreas geleistet. Dazu gehören die Erstbescheinigung des Pathways zur Verstärkung der glucoseinduzierten Insulinsekretion mit Uwe Panten (1) sowie zu den Mechanismen der Regulation der Glucokinase, des Signalenzyms für die Vermittlung der glucoseinduzierten Insulinsekretion, insbesondere durch das Enzym und regulatorische Protein Phosphofructokinase 2 (PFK 2) (2).
Im Bereich der Pathophysiologie des Diabetes umfasst dies die Aufklärung der Mechanismen der betazelltoxischen Diabetogene Alloxan und Streptozotocin (3) sowie der poinflammatorischen Zytokine im Typ 1 Diabetes (4,5). Diese Studien haben auch die Grundlage geschaffen für die Entwicklung von Heilungstherapien (6-10) des Autoimmundiabetes unter Berücksichtigung der Unterschiede in den Pathomechanismen der Betazelldysfunktion und der Zerstörung im Typ 1 Diabetes und im LADA Diabetes (5).
Von ihm stammt auch das Konzept der besonders empfindlichen pankreatischen Betazelle (11) („the vulnerable beta cell“) gegenüber oxidativem Stress (12,13).

## Auszeichnungen
- 1985 Ferdinand-Bertram-Preis der Deutschen Diabetes-Gesellschaft
- 2011 Paul-Langerhans-Medaille der Deutschen Diabetes-Gesellschaft
- 2014 Korrespondierendes Mitglied der Sächsischen Akademie der Wissenschaften (SAW) in Leipzig
- 2015 Niedersachsen-Professor an der Medizinischen Hochschule Hannover

## Schriften
- U. Panten, M. Schwanstecher, A. Wallasch, S. Lenzen: Glucose both inhibits and stimulates insulin secretion from isolated pancreatic islets exposed to maximally effective concentrations of sulfonylureas. In: Naunyn-Schmiedeberg's Arch Pharmacol. Band 338, 1988, S. 459–462.
- S. Lenzen: A fresh view of glycolysis and glucokinase regulation: history and current status. In: J Biol Chem. Band 289, 2014, S. 12189–12194.
- S. Lenzen: The mechanisms of alloxan- and streptozotocin-induced diabetes. In: Diabetologia. Band 51, 2008, S. 216–226.
- A. Jörns, T. Arndt, A. Meyer zu Vilsendorf, J. Klempnauer, D. Wedekind, H. J. Hedrich, L. Marselli, P. Marchetti, N. Harada, Y. Nakaya, G. S. Wang, F. W. Scott, C. Gysemans, C. Mathieu, S. Lenzen: Islet infiltration, cytokine expression and beta cell death in NOD mouse, BB rat, Komeda rat, LEW.1AR1-iddm rat and humans with type 1 diabetes. In: Diabetologia. Band 57, 2014, S. 512–521.
- A. Jörns, D. Wedekind, J. Jähne, S. Lenzen: Pancreas pathology of latent autoimmune diabetes in adults (LADA) in patients and in a LADA rat model compared with type 1 diabetes. In: Diabetes. Band 69, 2020, S. 624–633.
- A. Jörns, Ü. G. Ertekin, T. Arndt, T. Terbish, D. Wedekind, S. Lenzen: TNF-α antibody therapy in combination with the T-cell specific antibody anti-TCR reverses the diabetic metabolic state in the LEW.1AR1-iddm rat. In: Diabetes. Band 64, 2015, S. 2880–2891.
- A. Jörns, D. Ishikawa, H. Teraoku, T. Yoshimoto, D. Wedekind, S. Lenzen: Remission of autoimmune diabetes by anti-TCR combination therapies with anti-IL-17A or/and anti-IL-6 in the IDDM rat model of type 1 diabetes. In: BMC Med. Band 18, 2020, S. 33.
- A. Jörns, T. Arndt, S. Yamada, D. Ishikawa, H. Teraoku, T. Yoshimoto, T. Terbish, D. Wedekind, P. van der Meide, S. Lenzen: Translation of curative therapy concepts with T cell and cytokine antibody combinations for type 1 diabetes reversal in the IDDM rat. In: J Mol Med (Berl). Band 98, 2020, S. 1125–1137.
- Lenzen, S, Jörns, Mit Kombinationstherapie einer Heilung näher kommen. Dtsch Ärztebl 121, 11-13, 2024 (Perspektiven der Diabetologie 1/2024)
- Lenzen, S, Jörns, A, Therapy concepts in type 1 diabetes mellitus treatment: disease modifying versus curative approaches. J Mol Med 102, 1451-1455, 2024
- S. Lenzen: Oxidative stress: the vulnerable beta cell. In: Biochem Soc Trans. Band 36, 2008, S. 343–347.
- S. Lenzen: Chemistry and biology of reactive species with special reference to the antioxidative defence status in pancreatic β-cells. In: Biochim Biophys Acta. Band 186, 2017, S. 1929–1942.
- S. Lenzen: The pancreatic beta cell: An intricate relation between anatomical structure, the signalling mechanism of glucose-induced insulin secretion, the low antioxidative defence, the high vulnerability and sensitivity to diabetic stress. In: ChemTexts. Springer Nature, Heidelberg 2021, S. 13.

| Personendaten    | Personendaten                            |
| ---------------- | ---------------------------------------- |
| NAME             | Lenzen, Sigurd                           |
| KURZBESCHREIBUNG | deutscher Arzt und Universitätsprofessor |
| GEBURTSDATUM     | 16. August 1947                          |
| GEBURTSORT       | Eschweiler bei Aachen                    |